# Metilzinc
Metilzinc és un compost químic orgànic experimental derivat del zinc que té les següents propietats:
- Líquid incolor transparent i molt mòbil
- Refracta la llum
- Olor molt penetrant

El metilzinc reacciona dírectament amb l'oxigen, clor, iode etc.,formant compostos inestables. Amb aigua, el metilzinc es descompon amb una violència explosiva i amb despreniment de calor i llum, quan es modera aquesta reacció els únics productes de la descomposició són òxid de zinc i hidrur de metil.